# My Best Theory
My Best Theory — главный сингл альбома Invented у Jimmy Eat World. Сингл начал транслироваться по радио 10 августа 2010 года. 26 сентября был издан в Великобритании.
Песня заняла девятое место на Billboard Rock Songs и второе место на Modern Rock Tracks.

## Идея
В одном из интервью Джим Эдкинс сказал:
Песня о поиске своей индивидуальности в мире, где эксперименты, все больше и больше, являются как единственный вариант. Мы думали, что с подходом научной фантастики, был бы отличный способ продемонстрировать на что способен человек ради свободы. Нам нравились работы Рона Винтера, поэтому мы решили, что он идеально подходит.

## Видеоклип
В начале видео, видно человека в маске, а также различные формы и текстуры (вероятно, символизирующих попытки контроля над разумом). Затем, этот человек направляется к алтарю внутри здания, где есть люди в других масках, символизирующие злорадство. Первые люди в масках работают на жертвеннике, а вторые, властвуя, следят за ними. В начале второго куплета один из добрых людей пытается убежать, но его останавливают и убивают лазерными лучами, после чего тело исчезает. Это действие отвлекает злых, что помогает убежать добрым, но с преследованием. Хорошие люди убегают из здания в глубокий лес, где (по их мнению) они находятся в безопасности. После небольшого разговора, они снимают друг у друга маски и это оказываются две девушки (возможно, имевшие какие-то прошлые связи). Потом они заснули. Девушки проснулись под действием лазерных лучей, злых людей. Они начинают паниковать, и видео кончается на этом этапе.
Ни один из членов Jimmy Eat World в видео не появлялся.

## Список композиций
| №  | Название         | Длительность |
| -- | ---------------- | ------------ |
| 1. | «My Best Theory» | 3:23         |
| 2. | «Stop»           | 3:37         |

| №  | Название         | Длительность |
| -- | ---------------- | ------------ |
| 1. | «My Best Theory» | 3:23         |
| 2. | «Anais»          | 3:36         |